# Aleksandr Bogomojew
Aleksandr Pawłowicz Bogomojew (ros. Алекса́ндр Па́влович Богомо́ев; ur. 17 listopada 1989 roku w Ust-Ordyńskim) – rosyjski zapaśnik walczący w stylu wolnym. Dziewiąty w mistrzostwach świata w 2014 roku. 
Złoty medalista mistrzostw Europy w 2020. Triumfator igrzysk europejskich w 2015. Drugi w Pucharze Świata w 2014; czwarty w 2012 i 2013 i siódmy w 2011. Pierwszy na Światowych Igrzyskach Sportów Walki w 2013. Mistrz Rosji w 2014, 2015, 2016 i brązowy medalista w 2011 i 2012 roku.